# José Ruiz
José Ruiz Sanchez (Villafranca de Córdoba, 19 oktober 1980) is een voormalig Spaanse wielrenner, die jaren als knecht bij het Spaanse Andalucía reed.

## Resultaten in voornaamste wedstrijden
| Jaar | Ronde van Italië | Ronde van Frankrijk | Ronde van Spanje |
| ---- | ---------------- | ------------------- | ---------------- |
| 2007 |                  |                     | 56e              |
| 2008 |                  |                     | 53e              |
| 2009 |                  |                     | 118e             |